# Académie pontificale romaine d'archéologie
L’Académie pontificale romaine d'archéologie (Pontificia Accademia Romana di Archeologia) est une académie pontificale sise à Rome. Ses bureaux sont installés au palais de la Chancellerie.

## Historique
Elle succède à l’Académie delle Romane Antichità fondée par Benoît XIV en 1740 qui elle-même avait succédé à l’Academia Romana fondée par Julius Pomponius Laetus au XVe siècle.
L'Académie romaine d'archéologie est quant à elle fondée en 1810 par Pie VII sur les conseils du cardinal Consalvi. Après une interruption, elle renaît en 1816. Elle obtient le titre d'Académie pontificale en 1829 sous le règne de Pie VIII. C'est elle qui obtient la restauration du Tabularium du Capitole.

## Membres
L'Académie comprend 140 membres, dont 20 académiciens d'honneur, 40 effectifs et 80 membres correspondants. Son président est nommé par le pape. Le président communique avec le Conseil pontifical pour la culture et il est membre de droit du conseil de coordination des Académies pontificales. L'Académie bénéficie du soutien de la Commission pontificale pour l'archéologie sacrée et de la protection du camerlingue. Son président depuis 2011 est le docteur Marco Buonocore.
Son but est la recherche en archéologie classique, jusqu'à la Renaissance. Elle s'intéresse aussi à la Préhistoire. Sa devise est « In apricum proferet. »

## Publications de l'Académie
- Leggi della Pontificia Accademia Romana di Archeologia (Rome, 1894)
- Omaggio al II Congresso Internazionale di Archeologia Cristiana in Roma (Rome, 1900)
- Bullettino di Archeologia Cristiana of Giovanni Battista de Rossi (jusqu'à la fin de 1894) passim
- Il Nuovo Bullettino di Archeologia Cristiana (Rome, 1894–1906)